# 香淑嫻
香淑嫻（英語：Heung Shuk Han Veronica，1970年9月1日—），香港西九龍裁判法院裁判官，港版國安法指定法官。

## 簡歷
香淑嫺在香港出生，1995年加入當時的律政署擔任法庭檢控主任，2000年取得倫敦大學法學學士學位，2001年再取得香港大學的法學專業證書，及至2003年香淑嫺獲香港事務律師資格開始私人執業。2007年8月獲委任為特委裁判官，2008年再獲英格蘭及威爾士事務律師資格，至2014年獲委任為常任裁判官。

## 爭議
2019年在學生動源成員劉康管有仿製火器罪案中，香淑嫺在東區裁判法院在審判過程中被指「加入戰圈」主動盤問劉康，包括問劉康說攜帶氣槍是為了自衛，心中有沒有認為會襲擊他的人物、為何預期會有人襲擊他，依然要去集會等。資深大律師李柱銘認為，盤問超越了釐清劉康證供的界限，並以盤問作為不相信劉康證供的主要基礎，使她陷入與劉康對立的立場，無法客觀判斷是否接納劉康的證供。高院法官指原審裁判官主動盤問，裁決難稱穩妥，因而裁定劉康上訴得直，撤銷控罪。
2020年裁判官香淑嫻處理六旬翁涉襲警案件時，被投訴偏頗、無禮，對辯方大狀不禮貌、打斷其發言。法官小組完成調查指不成立。
2023年一名保險經紀被控在2019年9月2日犯非法集結罪，案件20日於西九龍裁判法院再訊時被告沒有到庭，辯方透露被告有自殺傾向，需轉往九龍醫院精神科。署理主任裁判官香淑嫻質疑被告未有直接聯絡律師，一直只透過友人轉達訊息，而且未能提供「入院紙」等文件，故決定向被告簽發拘捕令，並指他在警方拘捕下也可接受治療。